# Mellansluten främre orundad vokal
Mellansluten främre orundad vokal [e] (fil) är ett språkljud som i internationella fonetiska alfabetet skrivs med tecknet [e]. Det motsvarar klangfärgen i svenskans långa /e/.